# Multilokalität
Multilokalität oder Mehrörtigkeit bezeichnet in Sozial- und Kulturwissenschaften und in der Raumforschung eine Lebensweise, bei der Menschen ihren tätigen Lebensalltag auf mehrere Örtlichkeiten aufteilen, die in unterschiedlich langen Zeiträumen aufgesucht und in mehr oder weniger großer Funktionsteilung genutzt werden. Multilokalität ist bereits dann gegeben, wenn eine Person zu einer außerörtlichen Arbeitsstelle pendelt.

## Begrifflichkeit
In der Ethnologie hat das Phänomen der Multilokalität eine weit zurückreichende Forschungstradition. Unter der Bezeichnung multilocal residence (multilokales Wohnen) wurde das Themenfeld bei den US-amerikanischen Anthropologen Carol R. Ember und Melvin Ember bereits 1972 ausdrücklich benannt.
Ein vergleichsweise neues Feld der Erforschung des sozialen Wandels bildet der Lebensstil des multilokalen Wohnens in westlichen Gesellschaften unter den spätmodernen Bedingungen einer „globalisierten Urbanität“, die sich durch allgemein stark erweiterte Möglichkeiten der Mobilität und Informationstechnik tiefgreifend verändert und so den Aktionsraum der Menschen ausgedehnt haben, zum Teil über Staatsgrenzen hinweg („Transmigranten“).
Eine klare Abgrenzung zum Begriff und zu Phänomenen der Migration (Einwanderung, Auswanderung) fällt schwer; mancher Wissenschaftler versteht die multilokale Lebensweise als deren Hyponym und Unterfall. Das multilokale Wohnen – die Organisation der alltäglichen Lebensführung an und zwischen mehreren Wohnorten oder Behausungen – wird auch residenzielle Multilokalität genannt. In der Immobilienwirtschaft und ihrer Werbung wird es oft mit dem Schlagwort Wohnen auf Zeit angedeutet.
Das Pendeln zwischen einem Wohnsitz und einer außerörtlichen Arbeitsstelle wird aufgrund der breit angelegten Definition des Begriffs Multilokalität zu den multilokalen Lebensweisen gezählt. Vom multilokalen Wohnen oder der residenziellen Multilokalität als spezifizierter Form der Multilokalität wird das Tagespendeln als eine tagesrhythmische Mobilität oder Zirkulation unterschieden, bei dem eine Person nur über einen Wohnsitz verfügt und zu seiner Behausung in der Regel täglich zurückkehrt.

## Vor- und Nachteile multilokaler Lebensweisen
Ein Vorteil multilokaler Lebensweisen besteht in der Möglichkeit, die Angebote („Nutzungsofferten“) verschiedener Standorte einschließlich der sich dort ergebenden sozialen Beziehungen, Kultur-, Freizeit- und Bildungsangebote, Verdienstmöglichkeiten, Lebens- und Arbeitsbedingungen miteinander verknüpfen zu können. Diesbezüglich erscheint Multilokalität als eine Kulturtechnik oder als eine Strategie zur Verwirklichung von Lebensentwürfen und zur Erreichung von Zielen, insbesondere im Zusammenhang mit Bildung, Ausbildung, Erwerbstätigkeit, Projektmanagement, dem Aufbau sozialer Netzwerke oder neuer Formen der Sozialität. Als ein Arrangement zur Lebensbewältigung können multilokale Lebensweisen der Erhöhung der Lebenszufriedenheit dienen, indem unter Aufrechterhaltung gewachsener Bindungen an Partner, soziale Gruppen und vertraute Orte die Chancen neuer Orte als „Lebenswelt“ erschlossen werden. Nutznießer sind auch die Unternehmen und Einrichtungen, an denen multilokal Lebende erst durch ihre Fähigkeit und Bereitschaft zur räumlichen Mobilität ihre Arbeitskraft zur Verfügung stellen. Insofern ist Multilokalität auch ein Wirtschaftsfaktor. Die Bereitschaft zur beruflichen Mobilität hat sich bis heute zu einer „Grundbedingung der Erwerbsarbeit“ entwickelt, wodurch Multilokalität zur sozialen Praxis von immer mehr Menschen wurde.
Nachteile multilokaler Lebensweisen bestehen in dem Verkehr und seinen Auswirkungen, in den Transportkosten, die die Ortswechsel erzeugen, sowie in der Flächeninanspruchnahme und in den Wohnkosten für Zweitwohnungen. In diesen Zusammenhängen erscheint Multilokalität als Umweltfaktor, als relevante Größe für den geographischen Raum, als bedeutend für Raum-, Stadt- und Verkehrsplanung sowie als Kostenfaktor und Organisationsaufwand beim privaten Haushalten. Nachteile werden ferner darin gesehen, dass multilokal Lebende möglicherweise die Gefühle bzw. die Zustände des Heimwehs, der Heimatlosigkeit und der Entfremdung („Entankerung“) zu ertragen haben. Hier wird deutlich, dass Multilokalität Auswirkungen auf Psyche, Sozialverhalten, soziale Bindungen,  Ortsverbundenheit, Raumbewusstsein und Identität haben könnte (siehe Third Culture Kid). Für viele ist multilokale Lebensführung und Haushaltsorganisation daher nur ein temporäres Lebensmuster. Zur Charakterisierung der Probleme multilokal Lebender und ihres Aufenthalts auf verschiedenen „Inseln“ mit voneinander getrennten sozialen Netzen wurde die Metapher des Archipels verwandt und der Begriff „Archipelisierung“ geprägt.

## Beispiele
Multilokalität findet sowohl innerhalb von Staatsgrenzen statt als auch grenzüberschreitend (zirkuläre Migration). Beispiele für multilokal Lebende (Multilokale, „Ortspolygame“) sind etwa Pendler, insbesondere Wochenendpendler, Doppelkarrierepaare mit separaten Wohnsitzen (englisch dual-career commuter couples), Berufstätige mit doppelter Haushaltsführung (Personen mit berufsbedingter Zweitwohnung, englisch shuttles), Grenzgänger, Fernfahrer, Piloten und Flugbegleiter, Saison- und Wanderarbeiter, transnationale Migranten (etwa „24h“-Pflegekräfte und andere Arbeitsmigranten in der „globalen Betreuungskette“), in Transhumanz, im Tourneetheater, im Showgeschäft, im Leistungs- und Profisport oder im Außendienst Tätige, Handlungsreisende,  Berufsmusiker, Diplomaten, Wissenschaftler, Expatriates, digitale Nomaden, Studenten im Auslandsstudium, Kinder und Jugendliche, die abwechselnd bei ihren getrennt lebenden Eltern wohnen, Partner, die getrennte Wohnungen beibehalten und zeitweise darin zusammenleben (Fernbeziehungen, englisch living apart together), Vermögende, die über mehrere Wohnsitze verfügen (etwa Angehörige des Jetset, transnationale Pendler, „Wohlstandspendler“), Rentner und Pensionäre, die sich eine Nebenwohnung leisten (Zweitwohnsitz). Bei Letzteren deutet sich an, dass eine Abgrenzung zwischen multilokalem Wohnen, Altersmigration und Tourismus mitunter schwierig ist; unter der Bezeichnung touristische Multilokalität wird bei der Erforschung des Lebens von Ferienhausbewohnern auf eine Abgrenzung zwischen diesen Gesichtspunkten verzichtet.

## Unterkünfte, Wohnortpräferenzen, räumliche und sozioökonomische Auswirkungen
Unterkunftsformen des multilokalen Lebens sind neben Eigentums- und Mietwohnungen insbesondere Zimmer in Untermiete und in Wohngemeinschaften, ferner Wohnmobile, Wohnwagen und Ähnliches auf Dauercamping-Anlagen, Wochenendhäuser, Wohnboote, Hotelzimmer (z. B. in Apartment-Hotels), Zimmer in Pensionen, Personalunterkünften, Internaten, Studentenwohnheimen, Gäste- und Boardinghäusern. Auch Sargwohnungen, Notschlafstellen, Schlafstellen von „Schlafgängern“ und „overnighters“, „Massenschläge“ sowie Behausungen in informellen Siedlungen und Elendsvierteln gehören zu den Unterkunftsformen der multilokalen Lebensweise. In vielen Städten und im Internet bestehen viele Dienstleister wie etwa Mitwohnzentralen und Reservierungssysteme (etwa Airbnb), die sich auf die Bedürfnisse von multilokalen Kunden und Haushalten eingestellt haben. In Metropolen werden Hochhäuser mit Appartements, Appartements und Penthouse-Wohnungen gebaut oder umgebaut, häufig mit einem integrierten Angebot haushaltsnaher Dienstleistungen (z. B. Concierge-Service), um kompakte Wohnungen in zentraler Lage für multilokale Lebensstile anzubieten.
Berufsbedingte Multilokalität führt bei europäischen Städten dazu, dass Wohngelegenheiten als Nebenwohnungen bevorzugt in Innenstädten und in Innenstadträndern, seltener in Stadtrandlagen nachgefragt werden. Dies wird unter anderem damit erklärt, dass multilokal Lebende im Allgemeinen besonders stark auf die in Stadtzentren konzentrierten öffentlichen Infrastrukturen und privaten Dienstleistungen angewiesen sind. Außerdem könnte ein „innenstadtorientierter Lebensstil“ ein Grund für diese Wohnortpräferenz der berufsbedingt Multilokalen sein. Insofern erscheint Multilokalität auch als ein Faktor für Gentrifizierungs- und Reurbanisierungsprozesse.
Bestimmte Unterkunftsarten der erholungsbedingten Multilokalität (insbesondere langzeitig leerstehende Zweitwohnungen) führen zu einer Häufung von „Abwesenheitsphänomenen“ (z. B. geschlossene Rollläden, Unterlassung des Blumenschmucks an Balkonen, Extensivierung der Gartenpflege), den die Bevölkerung eines davon betroffenen Orts (Beispiel: Tegernsee) als Verlust von Identität, sozialer Bindung und Ästhetik und trotz Bereicherung des Gemeindehaushalts durch eine Zweitwohnungsteuer als störend empfindet.